# Санта-Анджела-Меричи (титулярная церковь)
Титулярная церковь Санта-Анджела-Меричи (лат. Titulus Sanctae Angelae Merici) — титулярная церковь была создана Папой Франциском 22 февраля 2014 году, апостольским письмом Purpuratis Patribus. Титул принадлежит церкви Санта-Анджела-Меричи, расположенной в квартале Рима Номентано, на виа Бартолемо Марлиано.

## Список кардиналов-священников титулярной церкви Санта-Анджела-Меричи
- Фернандо Себастьян Агилар — (22 февраля 2014 — 24 января 2019, до смерти);
- Сигитас Тамкявичюс — (5 октября 2019 — по настоящее время).